# Ильинская церковь (Белавичи)
Ильи́нская церковь — историческое здание XVIII века в деревне Белавичи Ивацевичского района, памятник архитектуры (номер 112Г000293). Расположена в северной части деревни.

## История
Деревянная церковь построена во второй половине XVIII века на месте старой униатской церкви, тоже деревянной, возведённой в 1630 году. В 1885 году построена каменная колокольня, также являющаяся воротами (брамой). В 1902 году церковь была капитально отремонтирована.

## Архитектура
Церковь — памятник народного деревянного зодчества с элементами барокко и классицизма. Церковь односрубная, её основной объём имеет прямоугольную в плане форму с двугранным алтарным выступом. Он накрыт двускатной крышей, над алтарём на крыше вальмы. Западный фасад венчает квадратная башенка с главкой на восьмигранном куполе. К фасаду примыкает пристройка-тамбур той же высоты, что и основной сруб. Фундамент и цоколь церкви сооружены из бутового камня, стены бревенчатые. Обшивка стен снаружи вертикальная, стены укреплены стяжками. Боковые стены украшены узкими пилястрами с небольшими капителями. Оконные проёмы прямоугольные. Планировка внутренних помещений зальная. Над входом размещаются хоры. Стены оштукатурены изнутри.
Каменная брама-колокольня расположена перед церковью, на одной с ней оси. В колокольне три яруса. В нижнем ярусе, укреплённом контрфорсами, находится арочный проём. Нижний ярус сложен из неотделанного бутового камня, верхние ярусы оштукатурены. В декоре колокольни использованы лопатки, руст, филёнки, а также проёмы лучковой формы.